# Rascló de Niue
El rascló de Niue ( Gallirallus huiatua) és un ocell extint de la família dels ràl·lids (Rallidae). 

Aquest rascló va ser descrit l'any 2000, a partir d'ossos subfòssils recollits el gener de 1995 pel paleozoòleg Trevor Worthy al jaciment de la cova d'Anakuli al poble de Hakupu, a l'illa de Niue a la Polinèsia occidental.
Les restes tenen una antiguitat de entre 5300 i 3600 anys, per tant són anteriors al primer assentament humà de l'illa.